# Iijärvi (Ristijärvi)
Le lac d'Ii (finnois : Iijärvi) est un lac finlandais situé dans la région de Kainuu de la province d'Oulu.

## Géographie
Le lac est situé à Paltamo et Ristijärvi.